# Gare de Takanosu
La gare de Takanosu (鷹ノ巣駅 ou 鷹巣駅, Takanosu-eki) est une gare ferroviaire de la ville de Kitaakita, dans la préfecture d'Akita au Japon. Elle est gérée par les compagnies JR East et Akita Nairiku Jūkan Railway.

## Situation ferroviaire
La gare est située au point kilométrique (PK) 384,9 de la ligne principale Ōu. Elle marque la fin de la ligne Akita Nairiku.

## Histoire
La gare a été inaugurée le 7 août 1900.

## Service des voyageurs

### Accueil
La gare dispose d'un bâtiment voyageurs, avec guichets, ouvert tous les jours.

### Desserte

#### JR East
- Ligne principale Ōu :
  - voie 1 : direction Higashi-Noshiro et Akita
  - voies 2 et 3 : direction Ōdate et Aomori

#### Akita Nairiku Jūkan Railway
- Ligne Akita Nairiku :
  - voie 1 : direction Kakunodate